# Streptocarpus polyanthus
Streptocarpus polyanthus är en tvåhjärtbladig växtart som beskrevs av William Jackson Hooker. Streptocarpus polyanthus ingår i släktet Streptocarpus och familjen Gesneriaceae.

## Underarter
Arten delas in i följande underarter:
- S. p. comptonii
- S. p. dracomontanus
- S. p. polyanthus
- S. p. verecundus

## Bildgalleri

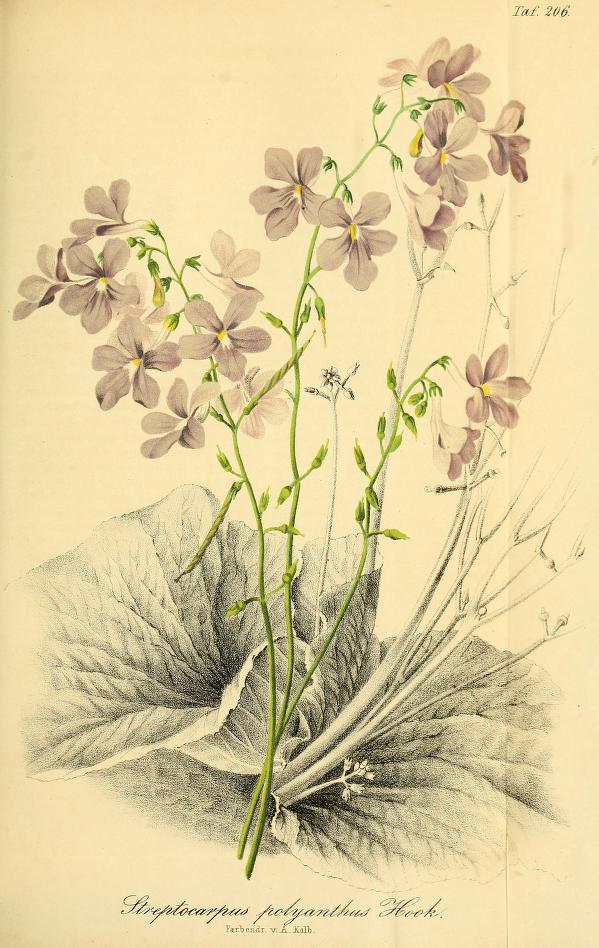
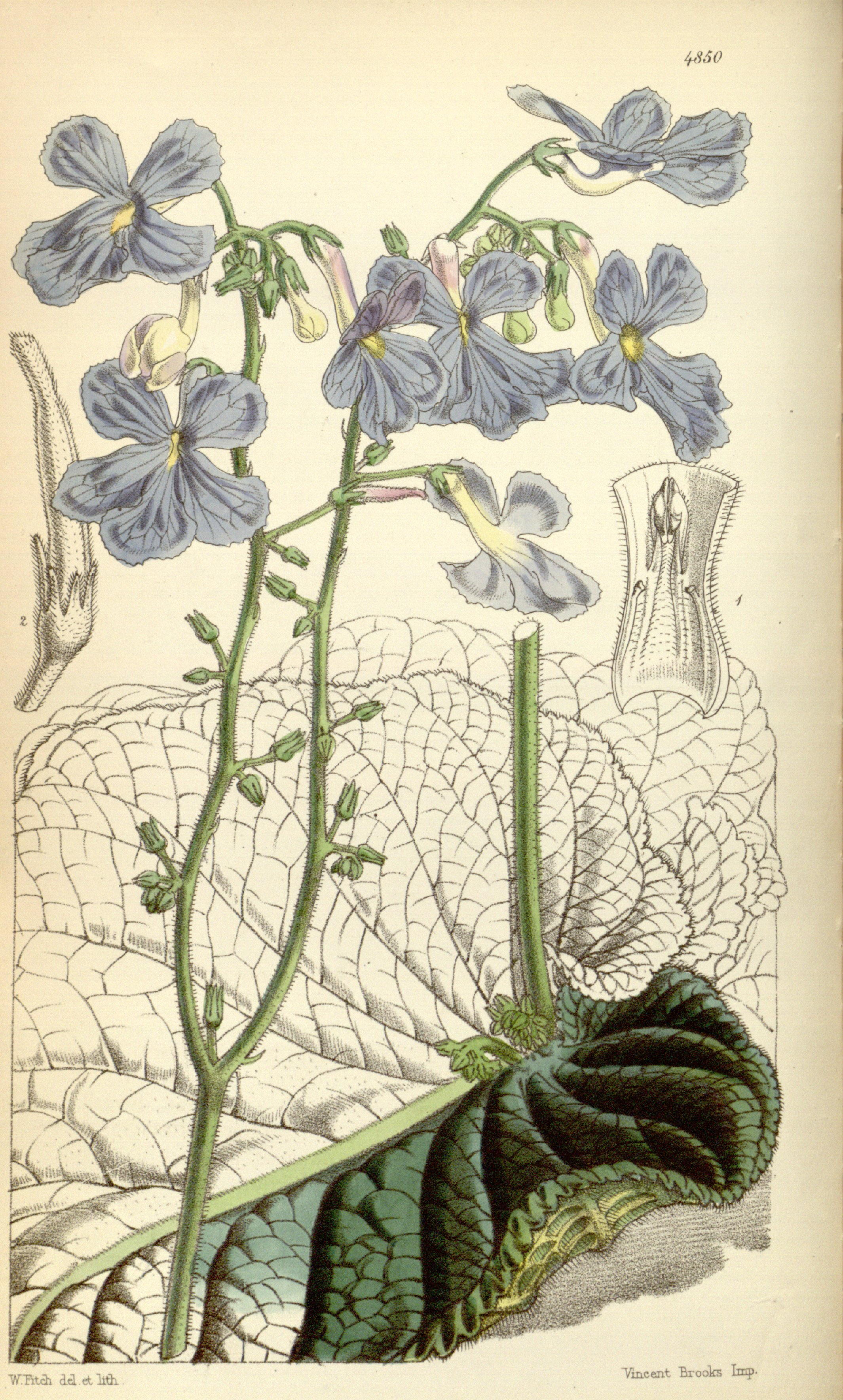